# Asedio de Madina Mayurqa
El asedio de Madina Mayurqa fue una de las batallas de la Cruzada contra Al-Mayurqa de Jaime I el Conquistador.

## Antecedentes
Después de anteriores intentos para desembarcar en tierra, Jaime I consiguió el 11 de septiembre de 1229 desplegar sus tropas en la bahía de Santa Ponsa. El mismo día tuvo lugar una batalla decisiva contra los musulmanes, donde salieron triunfantes y después acamparon allí para pasar la noche.
El llegar las nuevas, al anochecer, de que el gobernador almohade de la isla, Abu El Ola, había reagrupado sus divisiones y se dirigía hacia ellos, Jaime I dio órdenes a sus huestes de estar atentos para evitar un ataque sorpresa del enemigo, que fue derrotado en la Batalla de Portopí. La victoria abrió camino a la Hueste de Guillermo II de Bearne para iniciar el asedio de Madîna Mayûrqa.
Jaime I decidió tomarse un tiempo para enterrar a los muertos y desembarcar en la bahía. Más tarde, los peones heridos y las fuerzas no militares volvieron a los barcos, que cerraban el paso a la ciudad por mar.

## El asedio
Los cruzados establecieron el campamento cerca de la puerta de Bab al-kahl, al noreste de la ciudad, e instalaron la maquinaria de asedio, catapultas, un fundíbulo y una mangana, que inmediatamente comenzaron a atacar la ciudad, que esperaba la ayuda de Abu-Zakariyyà Yahya I, gobernador almohade de Ifriquiya y se defendía con dos trabuquetes y catorze algarradas.
Progresivamente se fueron excavando tres trincheras de aproximación, que eran atacadas por los musulmanes, cuyos ataques fueron rechazados, hasta que se llegó al pie de la primera torre de la muralla de la Madîna, que fue excavada y apuntalada, para a continuación quemar los puntales haciendo caer la torre. Poco después, se repitió la operación en tres torres más.
Se aproxima que fue en esta fase de la batalla en la que Jaime el Conquistador dijo la frase: "Vergonya, cavallers, vergonya" ("Vergüenza, caballeros, vergüenza), en respuesta a la negativa de los vasallos a asaltar la brecha de la muralla de la ciudad asediada. También se ha hecho acopio de que el rey gritó "Santa Maria, Santa Maria!" para alentar a sus tropas.
El 31 de diciembre se conquista por completo Madina Mayurqa (Palma) al gobernador Abu El Ola, que muere en la batalla.

## Consecuencias
Después del Asedio de Madina Mayurqa y el asesinato del último valí musulmán de Mayurqa, Abu-Yahya Muhammad ibn Ali ibn Abi-Imran at-Tinmalali, Abu Hafs ibn Sayrî huyó a las montañas donde reunió 16 000 supervivientes de la masacre que siguió a la caída de Madina Mayurqa. La insurrección mayurquina se fortificó en los castillos de Alaró, Pollensa, Santueri. así como en la Sierra de Tramuntana, donde los mayûrquins coronaron como nuevo caudillo y señor a Xuiap de Xivert. El rey volvió a Aragón en noviembre de 1230.